# Benzensulfonylchlorid
Benzensulfonylchlorid je organická sloučenina se vzorcem C6H5SO2Cl. Jedná se o bezbarvou olejovitou kapalinu nerozpustnou ve vodě a rozpustnou v organických rozpouštědlech, která ovšem reaguje se sloučeninami obsahujícími vazby N-H a O-H. Používá se na přípravu sulfonamidů (reakcemi s aminy) a sulfonových esterů (reakcemi s alkoholy). Podobnou sloučeninou je 4-toluensulfonylchlorid, který se často používá místo benzensulfonylchloridu, protože je za pokojové teploty v pevném skupenství a snadněji se s ním nakládá.

## Příprava
Benzensulfonylchlorid se připravuje chlorací kyseliny benzensulfonové nebo jejich solí oxychloridem fosforečným, méně často reakcí benzenu s kyselinou chlorsírovou.

## Reakce
K odlišení primárních a sekundárních aminů od terciárních se používá Hinsbergova reakce, při níž aminy reagují s benzensulfonylchloridem. U primárních a sekundárních aminů se tvoří nerozpustné sulfonamidy, zatímco u terciárních aminů dochází k hydrolýze sulfonylchloridu a vzniku rozpustných sulfonátových solí.